# Канонічна територія

Канонічні території Православних Церков (2022)

Канонічна територія  (грец. канон — правило) — територіальні межі однієї із православних помісних церков чи католицької церкви на яких ця церква має владу вирішувати всі свої питання безперешкодно та законно.

## Історія терміна
У працях російських богословів XIX–XX ст. термін «канонічна територія» або взагалі не використовується, або згадується у зовсім інших контекстах. Цього терміна немає в Святому Письмі, а також у Апостольських правилах та у постановах Вселенських соборів. Словосполучення «Канонічна територія» введене в ужиток богословами Російської православної церкви у 1990 роки.

## Тлумачення терміна
Російська православна церква визначає це поняття так: «Канонічною територією церкви називається та, в межах якої традиційно здійснюється суверенітет церковної влади щодо віруючих, які входять до складу даної церкви і проживають на цій території». Тобто термін «канонічна територія» закріплює певну територію за певною православною помісною церквою, де всяка релігійна діяльність інших церков (як православних, так і в контексті екуменічного діалогу, інославних) сприймається як недружній прозелітизм, його обґрунтовують словами апостола Павла (Рим. 15:20) і  апостольськими канонами, які забороняють єпископу керувати (висвячувати і приймати відлученого) поза межами своєї єпархії. Словосполучення «Канонічна територія» формально відсутнє в традиційних канонічних текстах. Однак, по суті це поняття там звичайно ж є. Адже церковні правила встановлюють канонічні кордони помісних Церков, регламентують повноваження єпископів, які діють лише в рамках цих кордонів, забороняють єпископам інших єпархій порушувати ці межі.
Межі церков описуються, соборними постановами. Так межі Константинопольського патріархату окреслені в 28 правилі Халкедонського собору яке давало в юрисдикцію Константинополя три візантійських дієцезії: Азійську, Фракійску і Понтійську. Канонічні кордони РПЦ обумовлені рішеннями соборів за участю Східних патріархів в Константинополі 1590 і 1593 років, де Московський Першосвятитель названий Патріархом «всея Русі і всіх північних країн». У своєму Томосі від 13 листопада 1924 року Вселенський Патріарх Константинополя Григорій VII написав: 
| «Відділення від Нашого Престолу Київської Митрополії й залежних від неї Православних Митрополій Литви та Польщі, а рівно ж прилучення їх до Святої Московської церкви наступило не за приписами канонічних правил, а також не дотримано всього того, що було установленно відносно повної церковної автономії Київського митрополита, який носив титул Єкзарха Вселенського Престолу». |
Кожна помісна православна церква має свою канонічну територію, цілісність якої в принципі визнається іншими церквами. На цій канонічній території інші церкви не мають права засновувати свої парафії. Так наприклад, канонічна територія Константинопольського патріархату включає Туреччину, Північну Грецію і деякі острови Середземного моря; Александрійської церкви — всю Африку; Антіохійської — Сирію і Ліван; Єрусалимської — Святу землю. Канонічна територія Російської православної церкви включає православних віруючих Росії, України, Білорусі, Молдови, Казахстану, Узбекистану, Туркменістану, Киргизстану, Таджикистану, Естонії, Латвії та Литви. Канонічна територія Грузинської, Сербської, Румунської, Болгарської, Кіпрської, Албанської, Польської і Чехословацької церков простягається на православних віруючих відповідних країн. Канонічна територія Елладської церкви включає православних християн Греції, за винятком Північної Греції і ряду островів, які входять в юрисдикцію Константинопольського патріархату. Що ж стосується претензій Константинопольського патріархату на юрисдикцію поза межами своєї канонічної території, в так званій «діаспорі», то це питання на міжправославному рівні не врегульовано. Не врегульовано також і статус Православної церкви в Америці, чия юрисдикція поширюється на США і Канаду. Межі церков в багатьох випадках збігаються з кордонами держав, а зміна державних кордонів майже завжди веде до розділення церков. Так наприклад, після розпаду СРСР Московський патріархат не зберіг свою територіальну цілісність, тому на його канонічній території (зокрема в Україні) і виник Київський патріархат. Після поділу Чехословаччини на дві самостійні держави Чехословацька православна церква була перейменована в Православну церкву Чеських Земель і Словаччини, проте не розділилася на дві помісні церкви, але зберегла єдність. Сербська православна церква також зберегла єдність після розпаду Югославії.
У стародавній церкві не існувало великих утворень: патріархатів, митрополій, єпархій. Влада єпископа не виходила далі околиць міста, де знаходилася його кафедра. Тому питання канонічних кордонів не було актуальним. Однак, коли з часом стали формуватися більші структури, виникла необхідність канонічно регламентувати кордону між ними. Уявлення про те, що кожна помісна церква охоплює певну територію, сформувалися в остаточному вигляді в візантійську епоху. Саме в той час з'являються єпархії, митрополії, патріархати — церковні структури, межі яких багато в чому відповідали адміністративним поділом Візантійської імперії.

## Дискусійні моменти
Використання у означенні «канонічна територія» слова «традиційно», виникає питання про те, як вимірювати традицію — в роках чи у сторіччях? Чи відраховувати традицію з XV ст. — з часу утворення Московської церкви? Чи з моменту завоювання Росією тієї чи іншої території? Присутність у формулюванні «суверенітет церковної влади» тако ж викликає запитання, оскільки Київська Митрополія колись була Церквою-Матір'ю Московської церкви, потім стала її «дочкою». Так кому належить «суверенітет церковної влади»?.
Спочатку (в апостольські часи) проблеми розділу Канонічних територій не стояло, так як християнська церква повсюдно була гнана, ще не мала великих матеріальних багатств, загального авторитету і політичного впливу. При цьому вся земля, за останньою заповіді Ісуса Христа, повинна була бути в короткі терміни просвічена християнами проповіддю Євангелія. Тоді християнам ділити ще було нічого, і вони з радістю приймали в свої будинки і апостолів, і мандрівних проповідників, і переслідуваних священиків (мучеників).
З моменту легалізації християнства в 313 році і становленні її як головною державною (а потім, єдиною) релігією в Римській імперії, ставлення християнських ієрархів до своєї території різко змінилося. Ще задовго до Великого Розколу християнської церкви (1054) стали виникати питання розділу, збереження і розширення канонічних територій (сфер впливу, юрисдикцій, протекторату, суверенітету і т. ін.) окремих Помісних церков. Нерідко було, коли, з одного боку, візантійські, а з іншого, латинські проповідники, монахи, священики і єпископи, змагаючись один з одним, вели активну релігійну діяльність на одній і тій же території. На спірній території закріплювалися зазвичай ті, пріоритет яким віддавала державна влада.
Після 1054 року предстоятелі західного і східного християнства стали звинувачувати один одного не тільки в розколі, але і в єресі, а себе оголосили головами єдиної істинної церкви, яка не має земних кордонів. Римські папи в Середньовіччя досягли нечуваної земної могутності. Константинопольські ж архієпископи, незважаючи на тяжке становище Візантії що загрузла в інтригах і ворожої Османської імперії, проголосили себе Вселенськими патріархами.
Після 141 року невизнання та ізоляції в православ'ї, Руській церкві з центром в Москві, не без допомоги багатих подарунків, вдалося не тільки отримати самостійність, але і зайняти лідируючу роль у православному світі. Росія тоді була єдиною в світі православною країною, де патріархом Никоном почав будуватися навіть Світовий центр православ'я. Тоді звучали ідеї про те що Москва третій Рим. Росія дбала про поширення православ'я у найвіддаленіших куточках світу. В Першу світову війну, коли на стороні Росії билися всі православні крім болгар, планувалося приєднання до Росії Чорноморські протоки з Константинополем, щоб ще більше підсилити значимість Російської церкви.
Однак революція 1917 року і громадянська війна перекреслили ці очікування. Як тільки припинилося щедре фінансування радянської розореної та бідної Росії, Константинопольські патріархи скористалися ситуацією, щоб заявити про свої давні права на весь світ, і стали безапеляційно (деколи руйнівно) втручатися в церковні справи православних Америки, Європи, Китаю, Австралії і навіть всередині Росії.
У сформованій ситуації Александрійському патріархату вдалося відстояти свою юрисдикцію над усією територією Африки. Грузинський патріарх оголосив себе католікосом всіх грузин, не залежно від того, на чиїй території вони проживають. Загальновизнаною канонічною територією Російської православної церкви (РПЦ) є територія колишнього СРСР, хоча РПЦ претендує і на Китай, і на деякі парафії в США.
З 1990-х років РПЦ намагається проводити політику утримання колишніх канонічних територій і домовлятися не лише з іншими помісними православними церквами, але і з іншими конфесіями (з католиками, протестантами і навіть з мусульманами), хоча сама має храми і в Італії, і в ісламських країнах. Деяким [прояснити] православним ревнителям такий дипломатичних хід здається прихованим екуменізмом і визнанням церковними представниками власної неповноцінності.
На міжхристиянському рівні принцип канонічної території передбачає певний рівень міжхристиянської солідарності і кооперації між християнами різних конфесій: мова в даному випадку йде перш за все про православну і католицьку церкви, що володіють апостольським спадкоємством ієрархії. Ця солідарність передбачає, що в тих країнах, де православна церква є церквою більшості (наприклад, в Росії, Україні, Молдавії, Греції, Румунії, на Кіпрі і т.д.), католицької церкви при створенні своїх канонічних структур необхідно щонайменше консультуватися з православною церквою даної території, і в своїй місіонерської діяльності обмежуватися лише своєю традиційною паствою, не займаючись прозелітизмом на шкоду православної церкви. Той же принцип повинен діяти в країнах з католицькою більшістю (наприклад, в Італії, Іспанії, Португалії, Австрії та ін.), де православним необхідно уникати прозелітизму і вести місію тільки серед своїх віруючих, консультуючись при цьому з усіх спірних питань з католицькою церквою як церквою більшості. Що ж стосується країн, де ні католики, ні православні не становлять більшості або де взагалі немає пануючої християнської церкви, то там християни різних конфесій можуть паралельно розвивати місіонерську діяльність, не боячись порушити принцип канонічної території. Втім, і в цих країнах католикам і православним необхідно координувати свої зусилля один з одним — щоб уникнути непорозумінь і конфліктів.
На проведеній нараді глав помісних православних церков у березні 2014 року було вирішено провести в Стамбулі в 2016 році Всеправославний собор (Святий і Великий Собор православної церкви), на якому головним питанням поставлена проблема розбіжностей поглядів на канонічну територію православних помісних церков.
У XX столітті поняття канонічної території було похитнуто міграційними процесами, коли громади формувалися не за територіальним, а за етнічним принципом. Наприклад, у США на одній території можуть діяти кілька паралельних етнічних православних церков.
Особливої гостроти проблема канонічної території досягла в суперечках православних з католиками. Католики заперечують поняття канонічної території. Зокрема, архієпископ Тадеуш Кондрусевич каже: У католицькій церкві немає такого поняття — канонічна територія однієї або іншої церкви, і Христос не розділив світ на сфери впливу. Христос говорив: «Ідіть і навчіть всі народи». Я можу погодитися з цим терміном лише в тому сенсі, якщо межа канонічної території проходить по серцю людини.
У 2011 році Єрусалимська православна церква розірвала спілкування з Румунською, у зв'язку з тим, що остання розпочала будівництво храму в Єрихоні. У 2014 році євхаристійне спілкування було відновлено.
Іноді поняття канонічної території ускладнюється поняттям культурної канонічної території або канонічної етнічної території.

## Канони
«Апостольські правила» й інші канонічні постанови ранньої церкви вказують на неприпустимість порушення кордонів церковних областей єпископами або кліриками. У  8-му каноні I Вселенського собору сказано, що в одному місті має бути один єпископ.
Також «Правила» наполягають на тому, що єпископ не повинен залишати свою єпархію і самовільно переходити в іншу (Ап. 14); єпископ не може висвячувати поза межами своєї єпархії (Ап. 35); відлучений від церковного спілкування клірик або мирянин не може, перейшовши в інше місто, бути прийнятий в спілкування іншим єпископом (Ап. 12); клірик, який перейшов в іншу єпархію без волі свого єпископа, позбавляється права священнодійства (Ап. 15); заборона або відлучення, накладене на клірика одним єпископом, не може бути знята іншим єпископом (Ап. 16 і 32). Подібні ж постанови приймалися вселенськими і помісними соборами IV–VIII століть і є невід'ємною частиною канонічного права сучасної православної церкви.